# Joseph Van Praet
Pour les articles homonymes, voir Van Praet.
Joseph Basile Bernard Van Praet est un bibliothécaire et savant français originaire de Flandre, né à Bruges le 27 juillet 1754 et mort à Paris le 5 février 1837.

## Jeunesse
Fils de Joseph Van Praet (1724-1792), imprimeur-libraire à Bruges, Van Praet fait la seconde partie de ses études secondaires au Collège d'Arras à Paris. Il travaille brièvement chez son père avant de repartir à Paris où il travaille pour le libraire Desaint puis chez Guillaume Debure (1734-1820), libraire associé de la Bibliothèque du roi. Ce dernier est chargé de rédiger le catalogue de la vente du duc de La Vallière à compter de décembre 1783. Van Praet prend une part importante dans la rédaction et est alors remarqué par l’abbé Desaunays, garde des imprimés de la Bibliothèque du roi, qui le fait engager comme commis le 1er juillet 1784.
Dénoncé en septembre 1793, il se cache pendant deux mois chez un parent de Debure. Il est encore dénoncé après la Terreur en raison de ses origines « hollandaises », mais n'est pas inquiété. Il devient l’un des deux gardes du Département des imprimés. L’organisation de la Bibliothèque désormais nationale, est revue en 1795 : il prend alors le titre de « conservateur des imprimés » et le garde pendant 42 ans.

## À la BN
Pendant la Révolution, il multiplie par trois le fonds dont il a la charge : le nombre d’imprimés de la Bibliothèque nationale (BN) passe de 300 000 à plus d’un million. Il effectue des choix habiles dans les dépôts littéraires de Paris et de Versailles. Après l’incendie de l’abbaye de Saint-Germain-des-Prés (19-20 août 1794), il parvient à obtenir une partie de ses fonds, passant plusieurs jours dans les caves de l’abbaye ruinée. Enfin, il en profite pour acheter en librairie ou en vente publique.
Il obtient pour la BN des bibliothèques entières au fur et à mesure de l’avancée des troupes françaises en Europe (notamment en Italie). Au moment de rendre les livres ainsi obtenus, nombreux sont ceux qui ont été opportunément « égarés ». Parfois, des exemplaires de la BN, moins bien conservés, sont substitués au véritable exemplaire confisqué. Un réseau de savants informateurs lui signalent également les bibliothèques privées proposées à la vente : il entretient ainsi une copieuse correspondance et achète de très importantes bibliothèques privées pour le compte de la BN (vente Loménie de Brienne (1792), vente Panzer (1807), vente du comte MacCarthy (1817), etc.)
Son rôle dans l’accroissement des collections, sa longue présence à la BN et sa science bibliographique en font longtemps un interlocuteur obligé pour la consultation des ouvrages anciens de la BN. À une époque où les livres ne sont pas catalogués, on le qualifie parfois de « catalogue vivant ». Lui-même s’intéresse particulièrement aux incunables et au livres sur vélin, dont il donne une bibliographie.
Au fil de ses visites dans les magasins, Van Praet y repère un grand nombre d’ouvrages très précieux qu’il juge prudent de classer à part, dans des fonds particuliers : vélins, incunables, éditions annotées, riches reliures, etc. Ainsi nait la notion de « réserve » : il y en a une par type de livre, jusqu’à ce que l’ensemble de ces collections sont rassemblées dans un unique local en 1836. Van Praet lègue sa propre collection de vélins à la BN.
Plus que son action comme président du Conservatoire de la BN de 1830 à 1831 et en 1832, les 53 ans passés dans cette institution sont fondamentaux dans l’évolution de cette dernière. Van Praet est élu le 19 mars 1830 à l’Académie des inscriptions et belles-lettres et meurt en 1837.